# Ferdy Mayne
Ferdy Mayne, född Ferdinand Philip Mayer-Horckel 11 mars 1916 i Mainz, Tyskland, död 30 januari 1998 i London, var en tysk-brittisk skådespelare.

## Rollista i urval
- 1953 – Kaptens paradis
- 1957 – Skolflickorna slår till igen
- 1959 – Ben-Hur
- 1960 – Förvånansvärt lik!
- 1962 – Fånglägersabotören
- 1964 – Dessa fantastiska män i sina flygande maskiner
- 1965 – På främmande mark
- 1967 – Vampyrernas natt
- 1968 – Döden varnar bara en gång
- 1968 – Örnnästet
- 1971 – Snobbar som jobbar (TV-serie)
- 1971 – Åtta glas
- 1972 – Au Pair Girls
- 1975 – Barry Lyndon
- 1977 – Fedora
- 1978 – Rosa Panterns hämnd
- 1981 – Dynastin (TV-serie)
- 1982 – Par i hjärter (TV-serie)
- 1983 – Krigets vindar (TV-serie)
- 1983 – Kapten Gulskägg
- 1983 – Svarta hingsten kommer tillbaka
- 1984 – Conan förgöraren
- 1992 – Sista draget